# Martin-pêcheur flamboyant
Ceyx melanurus
Espèce
Statut de conservation UICN

 LC A2c+3c+4c : Préoccupation mineure
Le Martin-pêcheur flamboyant (Ceyx melanurus) est une espèce d'oiseau de la famille des Alcedinidae, endémique des Philippines.

## Liste des sous-espèces et répartition
- Ceyx melanurus melanurus (Kaup, 1848) — Alabat, Catanduanes, Luçon et Polillo
- Ceyx melanurus samarensis Steere, 1890  — Leyte et Samar
- Ceyx melanurus platenae Blasius, W, 1890 — Basilan et Mindanao